# Kasabian (альбом)
Kasabian — дебютный студийный альбом британской рок-группы Kasabian, изданный 6 сентября 2004 года в Великобритании на лейбле RCA Records. 16 ноября 2004 года пластинка вышла во Франции, а 8 марта 2005 года — в США. Диск записывался на протяжении полутора лет на ферме возле Ратленд-Уотер, недалеко от Окема, с участием различных барабанщиков и продюсеров. До выхода Kasabian были выпущены синглы «Reason Is Treason», «Club Foot» и «L.S.F. (Lost Souls Forever)», также группа поучаствовала в летнем фестивальном сезоне, который породил в отношении её высокие ожидания.
Диск был хорошо принят публикой и музыкальной прессой. Он дебютировал на 4-й позиции в UK Albums Chart и получил золотой сертификат за десять дней. В других странах успех студийника был более скромным, однако студийная работа позволила Kasabian быть номинированными в нескольких категориях на различных музыкальных премиях, хотя ни одной награды группа так и не получила.
После выхода записи последовали обширные туры по Европе, Японии и Северной Америке до конца 2005 года, результатом которых стал концертный альбом Live from Brixton Academy, доступный для скачивания с 4 июля 2005 года. Kasabian вобрал в себя влияние британской музыкальной сцены двух предыдущих десятилетий и описывался как смесь инди-рока, мэдчестера и электронной музыки. В Великобритании он разошёлся тиражом свыше миллиона экземпляров, что принесло ему статус трижды платинового.

## Предыстория
Сержо Пиццорно, Крис Эдвардс и Том Мейган, товарищи из общественного колледжа в Кантесторпе, вместе с барабанщиком Беном Кили изначально создали группу, исполняющую каверы на хиты Oasis. Позже к ним присоединился Крис Карлофф, и с сентября 1997 года коллектив начинал выступать под названием Saracuse. Когда группа подготовила свои первые композиции, коллектив записал их в студии Bedrock в Лестере. Ища себя в музыкальном плане, Kasabian экспериментировали с различными стилями и обращались к звучанию The Who и The Beatles, а позднее перешли к более экспериментальным песням, вдохновлённым Can, Tangerine Dream, Beastie Boys, Stereophonics и электронной музыкой.
В 2001 году, после ухода Бена Кили, группа отправилась в студию Bink Bonk в Бристоле для записи демо. В композициях прослеживалось влияние Primal Scream, спагетти-вестернов Серджо Леоне, The Stone Roses и, в меньшей степени, Happy Mondays. Позднее эта демозапись помогла им заключить контракт с Sony BMG. Весной 2002 года участники группы отправились на ферму у берегов искусственного озера Ратленд-Уотер, недалеко от Окема, чтобы работать над новыми песнями для будущего альбома. Именно тогда группа выбрала себе название Kasabian.
Нил Ридли, скаут артистов для лейбла, был обеспокоен отсутствием барабанщика и предложил попробовать своего друга Алекса Томпсона, который играл на ударных профессионально. Четверо молодых людей согласились устроить ему прослушивание на один день. Прослушивание прошло гладко: игра на ударных гармонично вписывалась в звучание группы, однако участники не сошлись с Томпсоном на персональном уровне. В итоге они решили не продолжать сотрудничество. Kasabian решили временно сотрудничать со старым другом Даниэлем Ральфом Мартином — диджеем, который недавно начал осваивать ударные.

## Темы и композиции
В дебютном альбоме Kasabian отражены многочисленные влияния, которые квинтет открыл для себя в студии Bedrock и на берегах Ратленд-Уотер. Большинство из них — британские и относятся к 1980-м и 1990-м годам. Джон Дэвидсон в рецензии для Popmatters отметил Бас Эдвардса, который всегда сопровождается соло-гитарой Карлоффа и служит связующим элементом, пронизывающим весь студийник. Смешение различных влияний создаёт прогрессивный рок, напоминающий стиль 1960-х годов, с клавишными риффами, захватывающими припевами и элементами электро, как в своё время у The Chemical Brothers и Doves. «Мощный пауэр-поп» Kasabian также заимствует элементы мэдчестера, вдохновлённого The Stone Roses и Happy Mondays. Бетти Кларк из The Guardian писала: «именно так мог бы — должен был бы — звучать» второй альбом The Stone Roses.
Лонгплей открывается синглом «Club Foot», который сочетает в себе элементы этих двух влияний: он, как замечает Дэвидсон, напоминает «Breaking into Heaven» — вступительную песню из альбома Second Coming группы The Stone Roses — в котором звучит вокал Шона Райдерa из Happy Mondays. Как и многие композиции группы Primal Scream, этот трек предназначен для живых выступлений, переполнен мужественностью и духом бунтарства. Неистовый ритм гитары придаёт композиции ощущение яростного и неудержимого движения, подобного цунами, сметающему всё на своём пути. Подход в «Processed Beats» гораздо мрачнее: слова, исполняемые Мейганом в хаотическом ритме, вызывают ассоциации с темой смерти и подражают дублированию вокала, свойственному The Stone Roses, как заметил Джонни Лофтус из Pitchfork. Зловещий оттенок, который это придаёт треку, напоминает The Beta Band и музыку к фильмам Гая Ричи. «Reason Is Treason» черпает влияние как из музыки Primal Scream, так и из инди-рока, в то время как песня «I.D.» пропитана вокальной манерой Ричарда Эшкрофта, что привело Джона Дэвидсона к параллелям между Kasabian и The Verve. При этом тяжёлый и размеренный ритм синтезатора напоминает первые альбомы Happy Mondays.
«L.S.F. (Lost Souls Forever)», которая, по всей видимости, перекликается с песней «W.F.L. (Wrote For Luck)» группы Happy Mondays, знаменует собой поворотный момент в Kasabian: песня более оригинальна, менее подвержена влиянию прошлого и демонстрирует творческий потенциал группы. Это воплощение рок-сингла, который призывает к оружию и двигает толпу, в духе The Libertines. Гитара Пиццорно сопровождает галлюциногенную лирику Мейгана поверх электронных звуков и ударных в стиле хип-хоп. «Test Transmission» близка к репертуару The Chemical Brothers благодаря психоделическим электронным мелодиям, сыгранным на клавишных, и показала, что впоследствии группа может освоить направление спейс-рока. Пятый сингл и десятая композиция лонгплея, «Cutt Off», также конкурирует с The Libertines, предлагая текст об экспериментах и наркотиках, а «Butcher Blues» можно представить как результат воображаемой встречи Айзека Хейза с Эннио Морриконе для создания фильма, действие которого разворачивается на узких улочках Лестера или в лондонском метро. Череду композиций, отражающих буколическое окружение, в котором они были записаны — «Orange» и «Pinch Roller» — сменяет завершающая альбом композиция «U Boat», в которой присутствуют электронные звуки, напоминающие Tangerine Dream и The Beta Band.

## Выпуск и продвижение
10 ноября 2003 года Kasabian выпустили свою первую демозапись — Processed Beats. Она была выпущена тиражом в тысячу экземпляров. На обложке изображён Стелс (Stealth), таинственный человек по прозвищу Kasabian Man, лицо которого скрыто шарфом. Отправив пластинку в различные СМИ, включая New Musical Express, группа также активно продвигала релиз в рамках мини-тура, в ходе которого выступила на разогреве у The Cooper Temple Clause. Sony BMG пригласила преданных поклонников ансамбля на концерт 22 ноября в Shepherd’s Bush Empire в Лондоне, чтобы те помогли в продвижении квинтета. Фанатам был предложено объединиться под названием The Movement и распространять наклейки с изображением группы или логотипом Kasabian Man по всей Великобритании, чтобыл сделать название коллектива более узнаваемым. Ведущий XFM Эдди Темпл-Моррис, которому демо понравилось с первого прослушивания, пригласил группу выступить на одном из своих вечеров Kill All Hippies. По его мнению, выступление, особенно в исполнении Пиццорно и Мейхана, показало, что Kasabian — группа, музыку которой можно успешно играть в клубе и которая способна вызывать почти религиозное восхищение, как Manic Street Preachers. The Movement Темпл-Моррис назвал оригинальным способом активизировать публику. Благодаря этой значительной поддержке, Kasabian время от времени смогли звучать на радио.
Первоначально запись имела рабочее название Test Transmission. Альбом добрался до 4-й строки UK Albums Chart, четыре сингла отметились в UK Singles Chart. Обложка пластинки для различных географических регионов имеет разнообразный цветовой тон.
6 сентября 2004 года Kasabian был издан на лейбле RCA Records, американском подразделении Sony BMG. Обложка альбома различалась в зависимости от региона выпуска: в британском издании Стелс изображён белым цветом на чёрном фоне, в европейском — красным, в американском — синим, а в японском ограниченном издании использовался серый цвет на белом фоне. Позже вышли два других сингла: «Processed Beats» 11 октября (17-е место в Великобритании) и «Cutt Off» 3 января 2005 года (8-е место, что стало их лучшим результатом).

## Отзывы критиков
| Совокупная оценка    | Совокупная оценка |
| Источник             | Оценка            |
| -------------------- | ----------------- |
| Metacritic           | 65/100            |
| Оценки критиков      |                   |
| Источник             | Оценка            |
| AllMusic             | [ 17 ]            |
| The Austin Chronicle | [ 19 ]            |
| Drowned in Sound     | [ 30 ]            |
| The Guardian         | [ 18 ]            |
| NME                  | [ 31 ]            |
| Pitchfork            | 5.2/10            |
| PopMatters           | [ 15 ]            |
| Q                    | [ 33 ]            |
| Rolling Stone        | [ 34 ]            |
| Stylus Magazine      | B-                |

Дебютная запись Kasabian в целом получила положительные отзывы от критиков; её рейтинг на сайте Metacritic составляет 65 баллов из 100 на основе 21 рецензии. В первую очередь критики отмечали дерзкую энергию, бунтарский дух, а также яркие треки. Критиковали пластинку за излишнюю шумность, слабость некоторых композиций на фоне лучших, а также недостаток оригинальности и глубины. Бетти Кларк из The Guardian описала группу как «Алистера Кроули бэгги-музыки» и отметила в дебютнике яркую смесь жанров, где психоделия, прогрессивный рок и мэдчестер сливаются в мрачную бунтарскую атмосферу. Несмотря на моменты, полные беззаботного веселья, альбом, по мнению Кларк, сохраняет мрачный и тревожный оттенок, что выделяет его среди типичной танцевальной музыки.
Марк Савлов из The Austin Chronicle писал, что «если бы Primal Scream ещё не закрепили за своим первым альбомом название Sonic Flower Groove, возможно, это бы сделали Kasabian», отмечая, что пластинку отличает акцентированно мрачное звучание, предвещающее новую эпоху брутального и яростного британского рока. Пол Муди из NME описывал Kasabian как коллектив, чья хаотичная, агрессивная энергия идеально соответствует текущему культурному климату, сочетая «жестокие ритмы» с моментами «подлинной красоты», как «Test Transmission». Он похвалил дебютный альбом смелое утверждение рок-н-ролльных принципов и подтверждение того, что осадный менталитет всё ещё жив в мрачных уголках Ратленд-Уотер.
Дэвид Джеффрис в рецензии для AllMusic назвал Kasabian «ослепительным дебютом» и захватывающей амбициозной работой, сочетающей инди-рок, психоделию и прог-рок. По его мнению, хотя запись и не идеальна, она демонстрирует потенциал группы цепляющими треками и дерзким, бунтарским духом, при этом излишний ажиотаж может затмить его истинное очарование. Марк Эдвардс из Stylus Magazine охарактеризовал Kasabian как добротный студийник, сочетающий рок и электронику, с яркими мелодиями и энергичными битами, а также бессмысленными, но забавными текстами песен. Рецензент посчитал, что в пластинке нет признаков настоящей гениальности, но он отлично передаёт атмосферу веселья, напоминающую творчество Primal Scream и Jet.
Не все критики остались вполне довольны студийником. В журнале Q писали: «Сила лучших треков так велика, что более слабый материал неизбежно проигрывает в сравнении». Джон Дэвидсон из PopMatters разделяет это мнение, цитируя высказывание Сэмюэла Джонсона: «Ваша рукопись хороша и оригинальна. Но та часть, которая хороша, не оригинальна, а та часть, которая оригинальна, не хороша» — имея в виду желание Kasabian пойти по стопам Oasis.
В журнале Entertainment Weekly диску дали смешанную оценку и написали, что «Kasabian нужно не только умение показывать характер, но и настоящие способности». Джонни Лофтус из Pitchfork описал Kasabian как «дерзкую и шумную» пластинку, которая «временами готова порезать тебя». При этом для Лофтуса в ней «порой шума больше, чем сути». Том Эдвардс в рецензии для журнала Drowned in Sound раскритиковал лонгплей: «Конечно, этот альбом может звучать потрясающе, если вы только что вдохнули метр „чарли“ или недавно завтракали „грибами“ и ЛСД, однако трезвого слушателя он лишь может довести до употребления наркотиков». Барри Уолтерс из Rolling Stone раскритиковал группу за то, что она наполнила запись недоработанными идеями, основанными на влиянии Happy Mondays и Primal Scream, и отметил, что Kasabian совершают ошибку, пытаясь быть революционными, просто цитируя других революционеров.

## Список композиций
Слова и музыка всех песен — Серджио Пиццорно и Крис Карлофф.
| №                   | Название                                                                                | Длительность |
| ------------------- | --------------------------------------------------------------------------------------- | ------------ |
| 1.                  | «Club Foot»                                                                             | 3:34         |
| 2.                  | «Processed Beats»                                                                       | 3:07         |
| 3.                  | «Reason Is Treason»                                                                     | 4:35         |
| 4.                  | «I.D.»                                                                                  | 4:47         |
| 5.                  | «Orange»                                                                                | 0:46         |
| 6.                  | «L.S.F. (Lost Souls Forever)»                                                           | 3:17         |
| 7.                  | «Running Battle»                                                                        | 4:15         |
| 8.                  | «Test Transmission»                                                                     | 3:55         |
| 9.                  | «Pinch Roller»                                                                          | 1:13         |
| 10.                 | «Cutt Off»                                                                              | 4:38         |
| 11.                 | «Butcher Blues»                                                                         | 4:28         |
| 12.                 | «Ovary Stripe»                                                                          | 3:50         |
| 13.                 | «U Boat» («Reason Is Treason (Jacknife Lee Version)» в качестве скрытого трека на 7:04) | 10:50        |
| Общая длительность: | Общая длительность:                                                                     | 53:15        |

| №   | Название                                                                                | Длительность |
| --- | --------------------------------------------------------------------------------------- | ------------ |
| 1.  | «Club Foot»                                                                             | 3:35         |
| 2.  | «Processed Beats»                                                                       | 3:07         |
| 3.  | «Reason Is Treason»                                                                     | 4:35         |
| 4.  | «I.D.»                                                                                  | 4:47         |
| 5.  | «L.S.F. (Lost Souls Forever)»                                                           | 3:17         |
| 6.  | «Running Battle»                                                                        | 4:15         |
| 7.  | «Test Transmission»                                                                     | 3:55         |
| 8.  | «Cutt Off»                                                                              | 4:37         |
| 9.  | «Butcher Blues»                                                                         | 4:28         |
| 10. | «U Boat» («Reason Is Treason (Jacknife Lee Version)» в качестве скрытого трека на 7:07) | 10:54        |

| №   | Название                            | Длительность |
| --- | ----------------------------------- | ------------ |
| 1.  | «Club Foot»                         | 3:35         |
| 2.  | «Processed Beats»                   | 3:08         |
| 3.  | «Reason Is Treason»                 | 4:34         |
| 4.  | «I.D.»                              | 4:48         |
| 5.  | «Orange»                            | 0:46         |
| 6.  | «L.S.F. (Lost Souls Forever)»       | 3:18         |
| 7.  | «Running Battle»                    | 4:16         |
| 8.  | «Test Transmission»                 | 3:56         |
| 9.  | «Pinch Roller»                      | 1:14         |
| 10. | «Cutt Off»                          | 4:38         |
| 11. | «Butcher Blues»                     | 4:29         |
| 12. | «Ovary Stripe»                      | 3:50         |
| 13. | «U Boat»                            | 4:08         |
| 14. | «Club Foot (Jagz Kooner Vocal Mix)» | 4:51         |
| 15. | «Sand Clit»                         | 10:38        |

| №   | Название                                                                                | Длительность |
| --- | --------------------------------------------------------------------------------------- | ------------ |
| 1.  | «Club Foot»                                                                             | 3:34         |
| 2.  | «Processed Beats»                                                                       | 3:07         |
| 3.  | «Reason Is Treason»                                                                     | 4:35         |
| 4.  | «I.D.»                                                                                  | 4:47         |
| 5.  | «Orange»                                                                                | 0:46         |
| 6.  | «L.S.F. (Lost Souls Forever)»                                                           | 3:17         |
| 7.  | «Running Battle»                                                                        | 4:15         |
| 8.  | «Test Transmission»                                                                     | 3:55         |
| 9.  | «Pinch Roller»                                                                          | 1:14         |
| 10. | «Cutt Off»                                                                              | 4:38         |
| 11. | «Butcher Blues»                                                                         | 4:28         |
| 12. | «Ovary Stripe»                                                                          | 3:50         |
| 13. | «U Boat» («Reason Is Treason (Jacknife Lee Version)» в качестве скрытого трека на 7:05) | 10:50        |

## Участники записи
В создании альбома приняли участие:
| - Том Мейган — вокал, бэк-вокал - Серджо Пиццорно — ритм-гитара, синтезаторы, ведущий вокал, вокал, бэк-вокал - Кристофер Карлофф — соло-гитара, синтезаторы, омникорд, бас - Крис Эдвардс — бас - Иэн Мэтьюз — ударные - Райан Гловер — ударные - Дэниел Ральф Мартин — ударные - Митч Гловер — ударные | Производство - Kasabian — производство - Джим Эббисс — дополнительное производство и сведение - Барни — сведение и инжиниринг, инженер-микшер - Дэмиан Тейлор — программирование - Джон Дент — мастеринг - Саймон Коркин — дизайн, иллюстрации - Джилл Фурмановски — фотография группы |